# سيديا (مالقة)
بلدية سيديا (بالإسبانية: Sedella) هي بلدية تقع في مقاطعة مالقة التابعة لمنطقة أندلوسيا جنوب إسبانيا.

## الديموغرافيا
بلغ عدد سكان بلدية سيديا 733 نسمة عام 2011 (وفقاً للمعهد الوطني الإسباني للإحصاء).
| 526 | 484 | 475 | 581 | 688 | 699 | 733 |